# M/T Bol
M/T Bol je trajekt za lokalne linije. U sastavu je flote hrvatskog brodara Jadrolinije.Najčešće plovi na liniji  Brestova - Porozina, a trenutno plovi na relaciji Valbiska-Merag.
Izgrađen jet 2005. u grčkoj Perami za potrebe grčkog naručitelja. Tamo je nosio ime Glikofilousa. 2008., zajedno s još dva trajekta, koji danas nose imena M/T Ilovik i M/T Korčula, kupuje ga Jadrolinija. Od tada pa do 2009. trajekt je održavao relaciju Split-Supetar. Nakon toga premješten je na liniju Brestova-Porozina, kako bi se povećala protočnost te linije. To se i događa, jer Bol zamjenjuje rad dva trajekta.

## Galerija
- Bol uz Gat Sv. Petra u Splitu, 4. listopada, 2011.
- Bol uz Gat Sv. Petra u Splitu, 14. listopada, 2011.

## Vanjske poveznice
|  | Zajednički poslužitelj ima još gradiva o temi M/T Bol |